# Conversor de interfaz gigabit
Un conversor de interfaz gigabit (GBIC) es un estándar para transceptores, definido por primera vez en 1995 y comúnmente utilizado con Gigabit Ethernet y canal de fibra durante algún tiempo. Al ofrecer una interfaz eléctrica estándar intercambiable en caliente, un solo puerto gigabit puede admitir una amplia gama de medios físicos, desde cobre hasta fibra óptica monomodo de onda larga, en longitudes de cientos de kilómetros.
Una variación más pequeña del GBIC llamada transceptor conectable de factor de forma pequeño (SFP), también conocido como mini-GBIC, tiene la misma funcionalidad pero en un factor de forma más pequeño. Anunciado en 2001, dejó obsoleto en gran medida al GBIC.

## Apelación
El atractivo del estándar GBIC (y de los transceptores intercambiables en caliente en general) en los equipos de red, a diferencia de las configuraciones de interfaz física fija, es su flexibilidad. Cuando se utilizan varias tecnologías ópticas diferentes, un administrador puede comprar GBIC según sea necesario, no por adelantado, y pueden ser del tipo específico necesario para cada enlace. Esto reduce el costo del sistema base y le da al administrador mucha más flexibilidad. Por otro lado, si un switch tendrá principalmente un tipo de puerto (especialmente si ese tipo de puerto es de cobre), comprar un conmutador con ese tipo de puerto integrado será más económico y ocupará menos espacio por puerto.

## Estándares
El estándar GBIC no es propietario y está definido por el comité de factor de forma pequeño en el documento número 8053i. La primera publicación de la propuesta fue en noviembre de 1995. Se hicieron algunas correcciones y adiciones hasta septiembre de 2000. Robert Snively de Brocade Communications fue editor técnico. Los colaboradores originales fueron AMP Incorporated, Compaq Computers, Sun Microsystems y Vixel Corporation.